# Szabó József (agrármérnök)
Szabó József (Erdőcsinád, 1954. október 21.) erdélyi magyar agrármérnök, mezőgazdasági szakíró.

## Életútja, munkássága
Középiskoláit Szászrégenben végezte (1973), majd a kolozsvári Mezőgazdasági Főiskolán szerzett agrármérnöki diplomát (1978); ugyanott doktorált (2001). 1978–80 között gyakornok egy Galac megyei termelőszövetkezetben, 1980–85 között farmfelelős Gyergyóújfaluban és Vaslábon, 1985-től a csíkszeredai burgonyakutató állomás, 1990-től a gyergyóalfalusi Nematológiai Központ kutatója, a Gyergyó c. lap mezőgazdasági rovatának szerkesztője.
Kutatási területe a burgonyabetegségek és az ellenük való védekezés. Szakcikkei 1984-től jelentek meg a Falvak Dolgozó Népében, A Hétben, az Igazságban.
Társfordítója több középiskolai biológiai tankönyvnek, köztük Növénybiológia. IX. osztály. Bukarest, 1993; Genetika és evolucionizmus. XII. osztály. Bukarest, 1991.